# Arsissa ramosella
Arsissa ramosella är en fjärilsart som beskrevs av Herrich-Schäffer 1852. Arsissa ramosella ingår i släktet Arsissa och familjen mott. Inga underarter finns listade i Catalogue of Life.